# ヤリチン☆ビッチ部
『ヤリチン☆ビッチ部』（ヤリチンビッチぶ）は、おげれつたなかによる日本の漫画。イラスト投稿サイト「pixiv」にて2012年より不定期連載されており、2016年より幻冬舎から単行本化されている。2021年9月時点で累計発行部数は100万部を突破している。
漫画作品を原作としたドラマCDやOAD(後にODS先行上映のOVAとして発売)といったメディアミックス作品も存在する。

## あらすじ
東京の進学校から山奥の全寮制の男子校・私立モリモーリ学園に転校してきた遠野高志は、早々に声をかけてくれた矢口恭介と友達になるが、球技が苦手であるためにサッカー部への勧誘を断り「楽そう」という理由で文化系クラブである写真部に入部する。同じく転入生で入部希望者の加島優と共に部室を訪れた遠野だが、そこにいたのは3年生の明美圭一、糸目幸士郎、鹿谷樹、2年生の百合絢斗、田村唯といった個性的な部員たちだった。彼らは写真部とは名ばかりで主に同性間での性行為を活動内容とした「ヤリチン☆ビッチ部」（通称「ヤリ部」）を標榜する集団で、2人は一か月以内にSEXを行わなかった場合、部員から輪姦を受けることを宣告されてしまう。

## 登場人物
特記ない限りキャストはドラマCD版・OAD版で共通。

### ヤリチンビッチ部(写真部)

#### 1年生
遠野 高志（とおの たかし）
声 - 小林裕介
モリモーリ学園1年D組。身長:171cm、体重:55kg、誕生日:1月14日。
本作の主人公。東京の進学校からモリモーリ学園へ転校してきた。男性には興味のない異性愛者。
球技を避けて文化系である写真部に入部するが、部の実態を知った後もやめることなく所属している。男性経験は入部以前もなく、以降も部内外の誰からの誘いも受け付けていない。
矢口とは転校早々仲良くなり、自分にとっての「オアシス」、「天使」、「アイドル」として認識している。林間学校の事件で、彼の本性を知った後も以前と変わらず接しているが、性的対象として認識しているかは曖昧。

加島 優（かしま ゆう）
声 - 濱野大輝
モリモーリ学園1年F組。身長:178cm、体重:70kg、誕生日:2月25日。
遠野と共にヤリ部に入部。純粋に写真が好きだったことを理由に入部した。自称タチ専だが男性経験は皆無。
控え目な遠野とは対照的に、体格もよく明るい性格から同性からの人気も高く勉強もできる。矢口とは従兄弟の関係だが、転入するまでモリ学に通っている事は知らなかった。
ヤリ部の輪姦を回避するため、遠野と偽装の恋人関係になるが、徐々に彼を純粋に恋愛対象として捉えている節が見られる。

#### 2年生
百合 絢斗（ゆり あやと）
声 - 佐藤拓也
モリモーリ学園2年A組（特進クラス）。身長179cm、体重:69kg、誕生日:9月2日。
ヤリ部の副部長で、バイセクシュアル。タチ・ネコ両方可能である。特技はフェラチオ。
ピンク髪にサングラスに裸足という奇抜な容姿で、まともに話す場面はほとんど無く、突飛な行動をとる等基本的に頭のネジが外れているが、特進クラス在籍で成績は入試時点から学年首位を保ち続け、運動神経抜群である。
田村とは小学校以来の幼馴染で、何度も性行為を行っている。
上記の性格故に、藤咲からのストーカー被害を受けた際も気に留めずにいたが、彼からの告白を受けた際に「欲しい」と呟き、以降も他生徒とは異なる反応を見せるなど、藤咲に特別な感情を抱いている節が見られる。

田村 唯（たむら ゆい）
声 - 興津和幸（ドラマCD版） / 小野友樹（OAD版）
モリモーリ学園2年B組。身長176cm、体重60kg、誕生日:11月21日。
バイセクシュアルで、百合と同様タチ・ネコ両方可能であり、タチ・ネコの比率は7:3。特技は玩具を使ったプレイ。
外見は多数のピアスを着けたヤンキー風。明美ら高学年にもタメ口で話すなど口も悪いが、義理堅さを自負しており一度受けた恩は忘れないとの事。百合とは小学校以来の腐れ縁で、百合の突飛な言動の数少ない理解者。
部内外の多くの生徒と性行為を行っているが、本命は関係を持っていない矢口であり、遠野同様に彼を「天使」と認識している。しかし彼を前にすると人格を否定する罵詈雑言しか出てこず、愛情表現が非常に苦手。その結果、矢口からも「便所臭い」と罵られ、拒絶されている。

#### 3年生
鹿谷 樹（しかたに いつき）
声 - 中澤まさとも
モリモーリ学園3年C組。身長172cm、体重58kg、誕生日:7月25日。
ネコ専門。上下ともに女性用下着を着用するなど変わった性癖をもっている。極度の潔癖症で、性行為に関しても痛みや汚いもの、キスには抵抗を持つ。
化学教員の松村にとある弱みを握られた事によって、体の関係を引きずっている。
明美・クロード・圭一（あけみ くろーど けいいち）
声 - 代永翼
モリモーリ学園3年C組。身長162cm、体重55kg、誕生日:8月3日。
ヤリ部の部長で、バリタチ。ゲイ。小柄な容姿に反して巨根。祖父がフランス人。
糸目と付き合っているが、他生徒との性行為は率先して行っている。
鋭い洞察力を持ち、遠野と加島の偽装の恋愛関係をいち早く看破し(曰く「大きな貸し」として、部員には伏せている)、田村の矢口に対する恋愛感情も見抜いている。
糸目 幸士郎（いとめ こうしろう）
声 - 山中真尋
モリモーリ学園3年D組。身長188cm、体重67kg、誕生日:10月9日。
明美と付き合っており、「圭ちゃん」と呼び慕っている。他生徒との性行為はタチ専門だが、明美に対してのみネコになる。実家はお金持ち。その為か、料理が苦手。
無口で穏やかな性格であり、加島の恋愛を応援するなど後輩思いだが、明美との関係を否定されると一転して激怒する。

### その他
矢口 恭介（やぐち きょうすけ）
声 - 村瀬歩
モリモーリ学園1年D組。身長:165cm、体重:62kg、誕生日:4月8日、血液型はＢ型。
サッカー部に所属。通称は「やっちゃん」。モリモーリ学園で遠野が最初にできた友人。加島とは従兄弟どうしの関係にあたり、小学校までは同じ学校に通っていた。
明るく人当たりが良く、遠野からは頻繁に「可愛い」と評価され、田村からは思いを寄せられている。しかし自身に暴言を吐いた田村に暴言を返すなど、二面性が見受けられる。
幼少の頃より善意に損得を考えない加島に強い劣等感と嫉妬心を抱いており、別々となった中学時代は彼の性格を模倣し、他者から好かれる自分を演じていた。しかしその様子を加島本人に見られてしまい、以降羞恥心から自己嫌悪に陥っており、脱却のために加島に優位に立てる機会を伺っていた。ただし一方で、加島のことは人格者として認めている。
遠野を自室に招くなど友好に接していたが、実際は嫉妬心故に加島が恋愛感情を抱いている遠野と恋愛関係となり、加島の優位に立とうと目論んでいた。
林間学校で遠野と共に遭難した際に、思いがけず本性を露呈してしまう。しかし自身の本性を知ってなお、以前と変わらず自身に接してくる遠野に対し、純粋な好意を抱いている節が見られる。

藤咲 透（ふじさき とおる）
声 - 熊谷健太郎
モリモーリ学園1年A組（特進クラス）。身長175cm、体重59kg、誕生日:7月31日。
お天気部（お天気同好会）に所属。地味であることからヤリ部の面々からはジミーと呼ばれている。包丁で自身の体を傷つけたり、百合が落としたピアスを拾おうと火の中に手を躊躇なく入れようとするなど、痛みに対する感覚が鈍い節が見られる。
自身の地味な性格に強いコンプレックスを抱いており、屋上から自殺を図ろうとしていた。しかし偶然屋上を訪れた百合に助けられ、彼に礼を言うために、何故か彼の後を付けたり私物を盗むなどストーカーと化す。しかしストーカーと化した事で、日々の生活に楽しさを見出し、同時に百合への恋愛感情を自覚し、ヤリ部に捕縛された際に百合に告白した。
その後は百合から連絡先を教えられ、彼からアプローチをかけられるなど、比較的友好的かつ健全な関係を築いていた。しかしある夜、百合の我慢が限界に達し、彼に半ば襲われる形で性行為を行い、童貞と処女を喪失した。更にその際に、性行為を3時間以上続行し、百合が先に音を上げてしまう程の絶倫である事が判明した。

## 用語
モリモーリ学園
本作の舞台である、山奥にある全寮制の男子校。生徒はお坊っちゃまが多いとの評判らしい。随時編入生も受け付けている。麓の方に中等部があるらしい。一年生はいずれかの部活に入部する決まりがあるが、文化部は数少なく軽音部・吹奏楽部・写真部（ただし実態は後述）のみである。学業にもそれなりに力を入れており特進クラスがあったり成績上位者の張り出しを行ったりしているが、性的な逸脱行為も黙認されているなどのぶっ飛んだ校風も持つ。

ヤリチン☆ビッチ部
本作の主要登場人物が属する部活。形式上は写真部であるがまともな写真撮影の活動はほとんど行っておらず、実態は男性同士の性行為が主な活動である。教員や部外の生徒も彼らと性行為を行っているため、このような無法活動も黙認されている。

## 書誌情報
- おげれつたなか『ヤリチン☆ビッチ部』 幻冬舎〈バーズコミックス ルチルコレクション リュクス〉、既刊6巻（2024年12月24日現在）
  1. 2016年3月24日発売、ISBN 978-4-344-83631-0（通常版） / ISBN 978-4-344-83632-7（限定版）
  2. 2017年5月24日発売、ISBN 978-4-344-83940-3（通常版） / ISBN 978-4-344-83941-0（限定版）
  3. 2018年9月21日発売、ISBN 978-4-344-84237-3（通常版） / ISBN 978-4-344-84238-0（限定版）
  4. 2021年1月22日発売[3]、ISBN 978-4-344-84765-1（通常版） / ISBN 978-4-344-84766-8（限定版）
  5. 2022年7月23日発売、ISBN 978-4-344-85073-6
  6. 2024年12月24日発売[4]、ISBN 978-4-344-85523-6

限定版にはそれぞれ小冊子が付属し、表紙デザインも一部異なる。

## ドラマCD
Ginger Recordsより発売。内容は基本的に原作準拠である。
1. 『ヤリチン☆ビッチ部』 2016年6月10日発売、GNG-1608（通常盤） / GNG-1618（限定盤）
2. 『ヤリチン☆ビッチ部 2』 2017年8月25日発売、GNG-1715（通常盤） / GNG-1725（限定盤）
3. 『ヤリチン☆ビッチ部 3』 2018年5月25日発売、GNG-1819（通常盤） / GNG-1829（限定盤）
4. 『ヤリチン☆ビッチ部 4』 2019年10月25日発売、GNG-1930（通常盤） / GNG-1940（限定盤）
5. 『ヤリチン☆ビッチ部５』2023年2月3日発売、GNG-2352(通常盤)  /GNG1618(限定盤)

## OAD
2018年3月24日開催の「AnimeJapan 2018」内の「TOHO animation 新作発表スペシャルステージ」にてアニメ化が発表された。同年9月21日発売のコミックス第3巻・アニメDVD付き限定版に付属。2019年1月27日に開催されたファンミーティングで続編の一部をODS先行上映し、同年4月17日に映倫R15+指定の完全版として発売することが決定した。

### スタッフ
- 原作・主題歌作詞 - おげれつたなか「ヤリチン☆ビッチ部」（幻冬舎コミックス）
- 製作 - 大田圭二、石原正康
- エグゼクティブプロデューサー - 高橋亜希人、岡本真理
- プロデューサー - 山中一孝、杉本久子、渡瀬昌太
- 監督・コンテ・演出 - 吉村愛
- シリーズ構成 - 珠月ノエル
- キャラクターデザイン - 羽田浩二
- 色彩設計 - 歌川律子
- 色指定・検査 - 柴田亜紀子
- 美術監督 - たなしいちろう(カシュエン)
- 撮影監督 - 味舟モモコ
- 特殊効果 - 徳田智瑛子
- 編集 - 秋原うたこ
- 音楽 - 片山修志(Team-MAX)
- 音響監督 - 小泉紀介
- 音響制作 - dugout
- アニメーションプロデューサー - 大塚学、野田楓子
- アニメーション制作 - GRIZZLY
- 製作 - 私立モリモーリ学園

### 主題歌
「Touch You」
作詞 - おげれつたなか / 作詞・作曲・編曲 - ゆよゆっぺ / 歌 - 私立モリモーリ学園 性春♡男子s［遠野高志（小林裕介）、加島優（濱野大輝）、矢口恭介（村瀬歩）、ジミー（熊谷健太郎）、百合絢斗（佐藤拓也）、田村唯（小野友樹）、明美圭一（代永翼）、糸目幸士郎（山中真尋）、鹿谷樹（中澤まさとも）］

### キャラクターソング
チン☆ビッチ部 キャラクターソングシリーズ（全3弾）

### BD / DVD
| 発売日        | 収録話        | 規格品番  | 規格品番  |
| 発売日        | 収録話        | BD版      | DVD版     |
| ------------- | ------------- | --------- | --------- |
| 2019年4月17日 | 第1話 - 第2話 | TBR29067D | TDV29068D |